# Wendelmoet Claesdochter

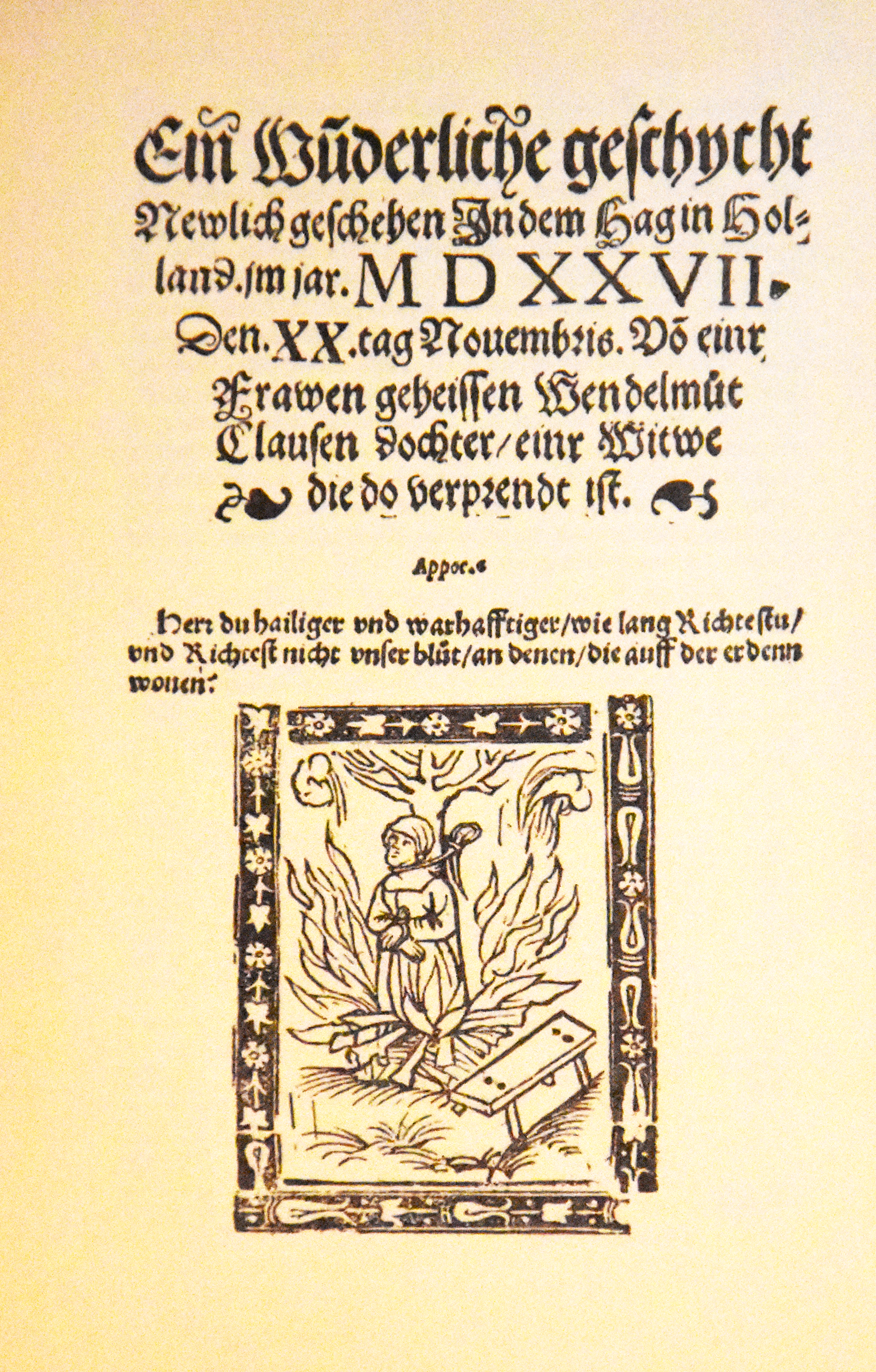
Titelblad van het relaas van haar dood, Ein wunderliche Geschycht geschehen in dem Hag in Holland im Jar MDXXVII, den XX Tag Novembris, von einer Frawen geheissen Wendelmut Clausen dochter, einr Witwe, die do verprendt ist,

Wendelmoet Claesdochter (ook bekend als Weynke Arisdr.  en Weynken Claes) (Monnickendam - Den Haag, 20 november 1527) was een van de eerste vrouwelijke martelaars tijdens de Reformatie.
Deze weduwe van een koopman behoorde in Monnickendam tot de actieve protestanten. Zij had Willem Ottensz waarschijnlijk horen prediken en werd tot zijn volgelingen gerekend.
Zij wees de sacramenten en de heiligenverering af. 
In april 1527 kwam er een melding vanuit de Raad van het Hof van Holland aan de toenmalig stadhouder over een vrouw die in Monnickendam gevangen was genomen, omdat zij zou zijn bezocht door een monnik met ketterse ideeën. Zij werd samen met andere vermeende ketters opgehaald en zat vanaf 2 mei dat jaar gevangen in Den Haag, in de gevangenpoort. Haar medegevangenen herriepen hun overtuiging en werden vrijgelaten.
Al bij haar eerste ondervraging vanwege verdenking van lutherye (ketterij) maakte ze het duidelijk dat ze voor haar overtuiging wilde sterven. Vervolgens werd zij op bevel van Margaretha van Oostenrijk gedurende 5 maanden opgesloten in een cel in het Kasteel van Woerden, om tot inkeer te komen. Op 15 november 1527 werd zij weer naar Den Haag gebracht, waar ze opnieuw verhoord werd, maar ze bleef bij haar overtuiging.
Familieleden poogden tevergeefs haar van inzicht te doen veranderen en ook de maanden eenzame opsluiting op water en brood hadden haar overtuiging niet aan het wankelen gebracht. Toen inquisiteurs haar vragen stelden over het Heilig oliesel antwoordde ze: Oly is goed op een salaet oft u schoenen daer mede te smeyren. Men stelde haar voor te zwijgen over haar geloof en haar vrij te laten in haar denken. De poging van een monnik om haar te bekeren bleef ook zonder resultaat. 
Wendelmoet Claesdochter werd wegens ketterij in 1527 te Den Haag tot de brandstapel veroordeeld. Het vonnis werd op 20 november 1527 voltrokken. Ze kreeg een zakje buskruit op haar borst en ze werd, voor de vlammen hun werk deden, met een wurgkoord gedood (zie afbeelding). Deze wurging zou volgens de gewoonte in die tijd het lijden verlichten.
Zij is een van de eerste vrouwen die onder het bewind van keizer Karel V ter dood gebracht zijn. Een jaar eerder al, in 1526 stierven drie vrouwen (twee  uit Nijmegen en een uit Arnhem) door de vervolging door de inquisitie in de Nederlanden in de Nederlanden. Zowel in lutherse, als in doopsgezinde en gereformeerde kring wordt haar nagedachtenis in ere gehouden.

## Eerbetoon

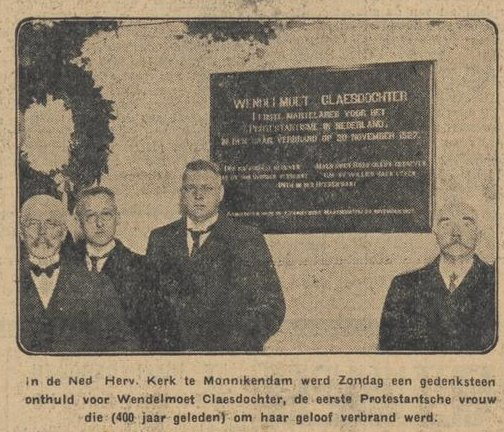
Gedenksteen bij de onthulling

Vierhonderd jaar na haar dood, op 20 november 1927 werd zij herdacht in de Nederlands Hervormde Kerk in Monnickendam. Ondanks pogingen daartoe, werd de dienst niet door de Nederlandsche Christelijke Radio-Vereeniging (VPRO) uitgezonden op de radio. Er werd dat jaar in de Grote Kerk ook een gedenksteen voor haar aangebracht, met de tekst Wendelmoet Claesdochter, eerste martelares voor het protestantisme in Nederland, in Den Haag verbrand op 20 november 1527. Daaronder een deel van een gedicht: 
Dus is ‘t oordeel gegeven,/ Dat zij zou worden verbrand./ Maar, door Gods geest gedreven,/ Gaf zij willig haar leven/ Over in des Heeren hand
Ook in de Bethlehemsche Kerk te Zwolle werd zij herdacht.
In Monnickendam is de Wendelmoet Claesdochterlaan naar haar genoemd.
In rooms-katholieke kringen werd anders over haar gedacht dan in protestantse kringen. Volgens een briefschrijver stierf zij "niet voor de waarheid, maar voor de dwaling."